# Улица Андреевка
У́лица Андре́евка (название с 2006 года, ранее проектируемый проезд 647) — улица в районе Крюково Зеленоградского административного округа города Москвы на границе посёлка Андреевка (Солнечногорский район Московской области) и Зеленограда. Расположена между улицей Михайловка и западным участком Георгиевского проспекта.
Образует вместе с улицей Михайловка единую транспортную магистраль и представляет собой четырёхполосную улицу: две полосы в каждую сторону, разделенные рабаткой. В 2012 году в связи со сложной дорожной обстановкой на этих улицах, когда авария крупной техники может полностью парализовать движение в какую-либо из сторон, начаты работы по уменьшению рабатки на три метра для увеличения количества полос до шести (по три в каждую сторону).

## Происхождение названия
Названа по посёлку Андреевка (улица является восточной границей посёлка).

## Здания и сооружения
По нечётной стороне:
- корпуса 15-го микрорайона,
- пересечение с Панфиловским проспектом (конец проспекта),
- корпуса 16-го микрорайона.

По чётной стороне:
- дома посёлка Андреевка.

## Транспорт
- По первой половине улицы (вдоль 15-го микрорайона): автобусы городских маршрутов №№ 17 и 20.
- По второй половине улицы (вдоль 16-го микрорайона): автобусы городских маршрутов №№ 15, 20, 25 и 32 (на пересечении с Георгиевским проспектом находится их конечная остановка), а также междугороднего маршрута № 400Т.